# Resolució 1231 del Consell de Seguretat de les Nacions Unides
La Resolució 1231 del Consell de Seguretat de les Nacions Unides fou adoptada per unanimitat el 12 de març de 1999.
Després de recordar les resolucions 1181 (1998) i 1220 (1999) sobre la situació a Sierra Leone, el Consell va prorrogar el mandat de la Missió d'Observació de les Nacions Unides a Sierra Leone (UNOMSIL) fins al 13 de juny de 1999.
La resolució va començar expressant preocupació per la fràgil situació a Sierra Leone i va expressar el compromís de tots els països cap a la sobirania i la integritat territorial del país.
El Consell de Seguretat va acollir amb beneplàcit la intenció del secretari general Kofi Annan de restablir la UNOMSIL a la capital Freetown i augmentar el nombre actual d'observadors militars i de personal de drets humans. Va condemnar les atrocitats i violacions del dret internacional humanitari comeses contra la població per part dels rebels, especialment contra dones i nens i incloent l'ús de l'ús militar dels nens soldats, i exigí portar els responsables davant la justícia. Es va demanar a les parts que respectessin els drets humans i la neutralitat dels treballadors humanitaris.
Hi havia preocupació pel suport que s'havia ofert als rebels a través d'armes i mercenaris a través de la veïna Libèria. Va reconèixer una carta del president de Libèria Charles Taylor sobre l'acció que havia pres per reduir la participació dels nacionals liberians a Sierra Leone. En aquest sentit, es va demanar a la Comunitat Econòmica dels Estats d'Àfrica Occidental que considerés un desplegament del Grup de Monitorització de la Comunitat Econòmica dels Estats d'Àfrica Occidental (ECOMOG) i del personal de les Nacions Unides a la frontera entre Libèria i Sierra Leone. Es va demanar a tots els estats que observessin l'embargament d'armes imposat contra Sierra Leone a la Resolució 1171 (1998).
Finalment, el secretari general havia d'informar sobre la situació abans del 5 de juny de 1999 amb recomanacions sobre el futur desplegament de la UNOMSIL.